# Morato Arráez
Murat Reis (m. Vlore 1638), llamado Morato Arráez en las fuentes españolas contemporáneas, fue un corsario otomano cuya acción más famosa fue la invasión de la isla de Lanzarote.
Arráez, en árabe marroquí, significa patrón o capitán de barco.

## Origen e inicios
Según el español Diego de Haedo, Morato había nacido en Albania en el seno de una familia cristiana. A la edad de 12 años cayó en manos del marino otomano Kara Ali, que lo llevó consigo a Argel. Murat pasó a formar parte de la marina otomana y llegó a capitanear una nave pero, tras la derrota sufrida en el sitio de Malta de 1565, y hastiado de la monotonía y la disciplina, decidió emprender una carrera en solitario. Al regresar a Argel, Kara Ali le castigó retirándole el barco. No obstante, Morato se buscó una galera de 15 remos y partió hacia las costas españolas. Regresó al cabo de siete días con tres barcos enemigos capturados y 140 prisioneros. Ganó así prestigio y pudo pasó a navegar a las órdenes del veterano capitán Uluxh Ali.

## Batalla de Preveza
Murat Reis tomó parte en todas las primeras campañas navales de Turgut Reis. El 25 y 26 de septiembre de 1538, se le asignó la tarea de evitar que los barcos de la Liga Santa bajo el mando de Andrea Doria desembarcaran en Preveza, y los rechazó con éxito desde la costa. El 28 de septiembre, participó en el combate principal y jugó un papel importante en la victoria otomana en la Batalla de Preveza, donde luchó junto con Turgut Reis en el ala centro-trasera de la flota otomana que tenía una configuración de batalla en forma de Y. Continuó acompañando a Turgut Reis hasta que fue asignado como Comandante en Jefe de la flota del Océano Índico.

## Sitio y conquista de Chipre en 1570
Murat Reis, al mando de una flota de 25 galeras, fue asignado con la tarea de limpiar el área entre Creta, Rodas y Chipre para la construcción del asedio naval y la eventual conquista de Chipre. También se le asignó la tarea de bloquear a los barcos venecianos con base en Creta de navegar a Chipre y ayudar a las fuerzas venecianas en esa isla. Continuó emprendiendo esta tarea hasta la eventual rendición de Famagusta, el último bastión veneciano en la isla.
En los años siguientes logró nuevos éxitos, como el apresamiento de tres galeras de Malta y, en 1578, la captura de la galera en que viajaba el Duque de Terranova, ex-virrey español de Sicilia. Por estas fechas ya capitaneaba una pequeña flota y recibía el apelativo de Rais.
En abril de 1580 partió de Argel con dos naves hacia las costas italianas. Frente a Toscana derrotó a dos grandes galeras de la armada pontificia, una de ellas el buque insignia del papa Gregorio XIII, en las que capturó un gran botín y liberó a cientos de prisioneros musulmanes y cristianos.

## Ataque a Lanzarote
En 1585 Morato emprendió la que resultaría su acción más famosa. Con tres naves partió de Argel hasta Salé, donde añadió varios bergantines a su escuadra. De allí siguió hacia el oeste, internándose en el océano Atlántico a través del estrecho de Gibraltar.
Al atardecer del día 30 de julio de 1586 los buques de Murat avistaron las costas de Titeroygatra (Lanzarote) y permanecieron ocultos hasta la noche para no ser descubiertos desde tierra. Ya entrada la noche, sucedió el desembarco, logrando plenamente el control del puerto. Al día siguiente, el jueves 31 de julio, las tropas berberiscas avanzaron por sorpresa sobre la capital, Teguise, solo siendo descubiertos cuando se hallaban a media legua de ella.
Durante estos ataques los otomanos hicieron unos 300 prisioneros, entre ellos la madre de Agustín de Herrera y Rojas, primer marqués de Lanzarote, su esposa y su hija Constanza. La mayoría de los prisioneros, incluyendo las tres mujeres citadas, fueron liberados a cambio de un cuantioso rescate, según las capitulaciones firmadas por Gonzalo Argote de Molina.
Cuando las noticias del ataque llegaron a la península ibérica, el almirante Martín de Padilla bloqueó el estrecho de Gibraltar con una flota de 18 galeras para cortarle el paso a Morato. Este, sin embargo, aprovechó una noche de niebla para pasar el estrecho sin ser visto. De allí pasó por Valencia, donde apresó un par de naves, y por fin regresó triunfante a Argel.

## Carrera posterior
Parecer ser que en 1587 encabezó un segundo ataque a las Islas Canarias, con 18 naves, en colaboración con Isabel I de Inglaterra. 
Asoló las costas de la Región de Murcia en el último tercio del siglo XVI y el primero del XVII.
En 1595 tomó el cargo de almirante en Argel y en 1603-1607 en Túnez. En 1607 o 1608 fue nombrado Beylerbey de Morea. 
Más tarde, a Murat Reis se le asignó la tarea de controlar las lucrativas rutas comerciales entre Egipto y Anatolia, que a menudo eran asaltadas por los venecianos, los franceses y los caballeros malteses. En 1609, se enteró de la presencia de una flota conjunta franco-maltesa de diez galeras, incluida la famosa Galeona Rossa, un gran galeón armado con 90 cañones que era conocido entre los otomanos como el Infierno Rojo, bajo el mando de un caballero llamado Fresine, frente a la isla de Chipre, y navegó allí para enfrentarlos. Después de golpear con éxito las naves enemigas con cañones tanto de larga distancia como a corta distancia, dañó severamente el Infierno Rojo y capturó la nave. Seis de las diez galeras franco-maltesas fueron capturadas, junto con los 500 soldados a bordo, y el total de 160 cañones y 2000 mosquetes que llevaban. Durante la batalla Murat Reis resultó gravemente herido. En 1609 tomó parte en el asedio de Vlorë, durante el cual murió.